# Fortbildungscurriculum der Bundesärztekammer

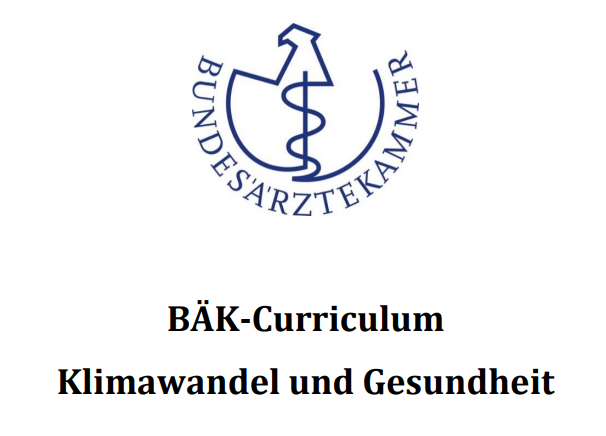

Ein Fortbildungscurriculum der Bundesärztekammer ist ein offizieller Leitfaden, der Lernziele, Lehr- und Lerninhalte sowie methodische Empfehlungen für ärztliche Fortbildungskurse oder für Fortbildungsmaßnahmen von Medizinischen Fachangestellten enthält.

## Themen und Adressaten
Fortbildungscurricula existieren für zahlreiche ärztliche Fachgebiete. Sie richten sich als Orientierung an Nutzer und Veranstalter von Fortbildungskursen. Sofern die landesrechtlichen Vorgaben dies gestatten, sind die ärztliche BÄK-Curricula ankündigungsfähig und die Ärztekammer kann ein Kammerzertifikat über die erworbene Qualifikation ausstellen. Die BÄK-Curricula werden in Zusammenarbeit mit Vertretern aus den Landesärztekammern und externen Experten, unter anderem aus wissenschaftlichen Fachgesellschaften, Verbänden und Hochschulen, erarbeitet.

## Zielsetzung

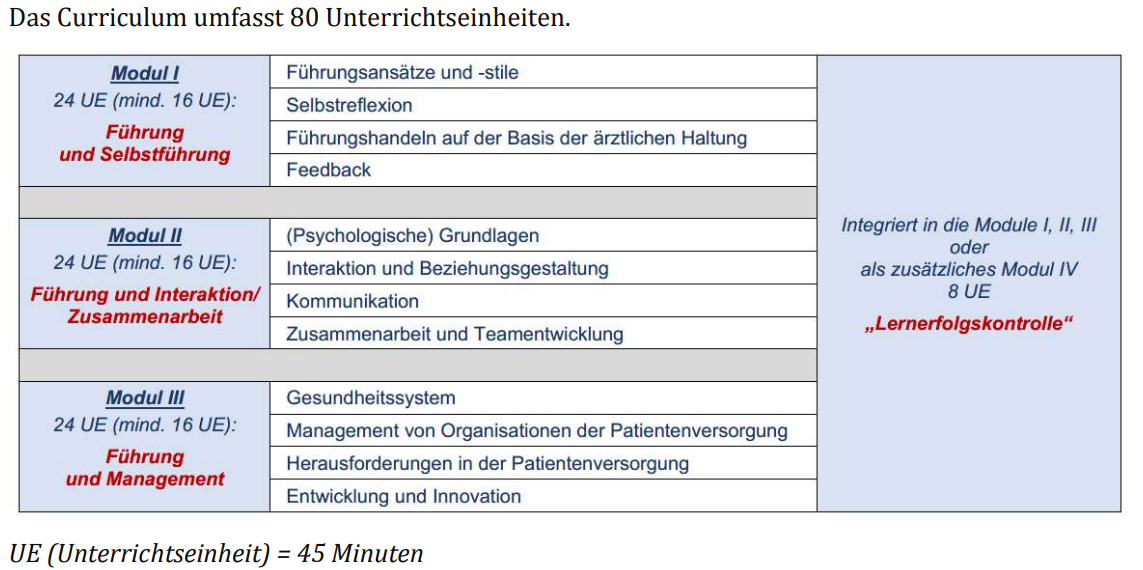
Module BÄK-Curriculum Ärztliche Führung

Ziel der Fortbildungscurricula ist die Standardisierung, Qualitätssicherung und Vergleichbarkeit ärztlicher Fortbildungsmaßnahmen durch Vorgabe von Aufbau und Umfang der Maßnahme, von Lern- und Kompetenzzielen, Lehrinhaltekatalogen, Stundenplänen, sowie von Empfehlungen zur Lehr- und Lernmethodik. Den Ärztekammern soll auf diesem Wege die Möglichkeit gegeben werden, Fortbildungsmaßnahmen, die nach den Vorgaben der BÄK-Curricula durchgeführt werden, gegenseitig anzuerkennen. Dadurch können Ärztinnen und Ärzten, die ein Curriculum erfolgreich durchlaufen haben, nach einheitlichen Kriterien Qualifikationsnachweise verliehen werden.

## Qualitätssicherung
Die Fortbildungscurricula enthalten Empfehlungen zur Qualitätssicherung der Bildungsmaßnahmen. Unter Bezug auf die Qualitätsanforderungen der Bundesärztekammer an Fortbildungsmaßnahmen (Empfehlungen zur ärztlichen Fortbildung und Fortbildungsordnung) existieren Angaben unter anderem zu Qualifikation des Lehrpersonals, erwünschten Anzahl und Präsenzpflicht der Teilnehmenden, Lernerfolgskontrolle.
Die Durchführung einer Fortbildungsmaßnahme als „BÄK-Curriculum“ darf nur erfolgen, sofern die zuständige Ärztekammer diese Maßnahme im Vorfeld geprüft und bestätigt hat, dass sie den definierten Inhalten und Anforderungen eines Curriculums entspricht (Äquivalenzbestätigung). Die von der zuständigen Ärztekammer geprüfte Fortbildungsmaßnahme wird von den Ärztekammern wechselseitig als BÄK-Curriculum anerkannt, sodass die Teilnehmenden entsprechende Angebote bundesweit wahrnehmen können.

## Geschichte
Das erste Fortbildungscurriculum der Bundesärztekammer war das ab 1992 entwickelte Curriculum Ernährungsmedizin, Vorläufer der aktuellen ernährungsmedizinischen Fortbildungscurricula für die Ärzteschaft und für Medizinische Fachangestellte.